# Unicodeblock Spacing Modifier Letters
 Info: Für diesen Unicodeblock existiert keine etablierte deutsche Bezeichnung.

Der Unicodeblock Spacing Modifier Letters (U+02B0 bis U+02FF) enthält diakritische und ähnliche Zeichen, die überwiegend die Funktion haben, die Bedeutung vorangehender oder folgender Zeichen zu modifizieren, aber im Gegensatz zu kombinierenden diakritischen Zeichen nicht über oder unter ein anderes Zeichen gesetzt werden, sondern wie z. B. die Leertaste einen Vorschub (engl. spacing) bewirken.
Auf einer Schreibmaschine wären dies also Tasten mit eigenem Wagenvorlauf, keine Tottasten.
Die Originalbezeichnung "Spacing Modifier Letters" wird in den deutschen Microsoft-Programmen falsch als "Buchstaben zur Abstandsbestimmung" übersetzt.

## Liste
| Unicodenummer | Zeichen (400 %) | Kategorie                 | Bidirektionale Klasse     | Offizielle Bezeichnung                      | Beschreibung                                                                |
| ------------- | --------------- | ------------------------- | ------------------------- | ------------------------------------------- | --------------------------------------------------------------------------- |
| U+02B0 (688)  | ʰ               | modifizierender Buchstabe | links nach rechts         | MODIFIER LETTER SMALL H                     | Modifizierender Kleinbuchstabe h                                            |
| U+02B1 (689)  | ʱ               | modifizierender Buchstabe | links nach rechts         | MODIFIER LETTER SMALL H WITH HOOK           | Modifizierender Kleinbuchstabe h mit Haken                                  |
| U+02B2 (690)  | ʲ               | modifizierender Buchstabe | links nach rechts         | MODIFIER LETTER SMALL J                     | Modifizierender Kleinbuchstabe j                                            |
| U+02B3 (691)  | ʳ               | modifizierender Buchstabe | links nach rechts         | MODIFIER LETTER SMALL R                     | Modifizierender Kleinbuchstabe r                                            |
| U+02B4 (692)  | ʴ               | modifizierender Buchstabe | links nach rechts         | MODIFIER LETTER SMALL TURNED R              | Modifizierender umgedrehter Kleinbuchstabe r                                |
| U+02B5 (693)  | ʵ               | modifizierender Buchstabe | links nach rechts         | MODIFIER LETTER SMALL TURNED R WITH HOOK    | Modifizierender umgedrehter Kleinbuchstabe r mit Haken                      |
| U+02B6 (694)  | ʶ               | modifizierender Buchstabe | links nach rechts         | MODIFIER LETTER SMALL CAPITAL INVERTED R    | Modifizierender kleiner gespiegelter Großbuchstabe R                        |
| U+02B7 (695)  | ʷ               | modifizierender Buchstabe | links nach rechts         | MODIFIER LETTER SMALL W                     | Modifizierender Kleinbuchstabe w                                            |
| U+02B8 (696)  | ʸ               | modifizierender Buchstabe | links nach rechts         | MODIFIER LETTER SMALL Y                     | Modifizierender Kleinbuchstabe y                                            |
| U+02B9 (697)  | ʹ               | modifizierender Buchstabe | anderes neutrales Zeichen | MODIFIER LETTER PRIME                       | Modifizierendes Minutenzeichen                                              |
| U+02BA (698)  | ʺ               | modifizierender Buchstabe | anderes neutrales Zeichen | MODIFIER LETTER DOUBLE PRIME                | Modifizierendes Sekundenzeichen                                             |
| U+02BB (699)  | ʻ               | modifizierender Buchstabe | links nach rechts         | MODIFIER LETTER TURNED COMMA                | Modifizierendes umgedrehtes Komma; ʻOkina in der hawaiischen Sprache        |
| U+02BC (700)  | ʼ               | modifizierender Buchstabe | links nach rechts         | MODIFIER LETTER APOSTROPHE                  | Modifizierender Apostroph                                                   |
| U+02BD (701)  | ʽ               | modifizierender Buchstabe | links nach rechts         | MODIFIER LETTER REVERSED COMMA              | Modifizierendes gespiegeltes Komma                                          |
| U+02BE (702)  | ʾ               | modifizierender Buchstabe | links nach rechts         | MODIFIER LETTER RIGHT HALF RING             | Modifizierender rechter Halbkreis                                           |
| U+02BF (703)  | ʿ               | modifizierender Buchstabe | links nach rechts         | MODIFIER LETTER LEFT HALF RING              | Modifizierender linker Halbkreis                                            |
| U+02C0 (704)  | ˀ               | modifizierender Buchstabe | links nach rechts         | MODIFIER LETTER GLOTTAL STOP                | Modifizierendes Knacklaut-Zeichen                                           |
| U+02C1 (705)  | ˁ               | modifizierender Buchstabe | links nach rechts         | MODIFIER LETTER REVERSED GLOTTAL STOP       | Modifizierendes gespiegeltes Knacklaut-Zeichen                              |
| U+02C2 (706)  | ˂               | modifizierendes Symbol    | anderes neutrales Zeichen | MODIFIER LETTER LEFT ARROWHEAD              | Modifizierende linke Pfeilspitze                                            |
| U+02C3 (707)  | ˃               | modifizierendes Symbol    | anderes neutrales Zeichen | MODIFIER LETTER RIGHT ARROWHEAD             | Modifizierende rechte Pfeilspitze                                           |
| U+02C4 (708)  | ˄               | modifizierendes Symbol    | anderes neutrales Zeichen | MODIFIER LETTER UP ARROWHEAD                | Modifizierende Pfeilspitze nach oben                                        |
| U+02C5 (709)  | ˅               | modifizierendes Symbol    | anderes neutrales Zeichen | MODIFIER LETTER DOWN ARROWHEAD              | Modifizierendes Pfeilspitze nach unten                                      |
| U+02C6 (710)  | ˆ               | modifizierender Buchstabe | anderes neutrales Zeichen | MODIFIER LETTER CIRCUMFLEX ACCENT           | Modifizierender Zirkumflex                                                  |
| U+02C7 (711)  | ˇ               | modifizierender Buchstabe | anderes neutrales Zeichen | CARON                                       | Hatschek                                                                    |
| U+02C8 (712)  | ˈ               | modifizierender Buchstabe | anderes neutrales Zeichen | MODIFIER LETTER VERTICAL LINE               | Modifizierende vertikale Linie                                              |
| U+02C9 (713)  | ˉ               | modifizierender Buchstabe | anderes neutrales Zeichen | MODIFIER LETTER MACRON                      | Modifizierendes Makron                                                      |
| U+02CA (714)  | ˊ               | modifizierender Buchstabe | anderes neutrales Zeichen | MODIFIER LETTER ACUTE ACCENT                | Modifizierender Akut                                                        |
| U+02CB (715)  | ˋ               | modifizierender Buchstabe | anderes neutrales Zeichen | MODIFIER LETTER GRAVE ACCENT                | Modifizierender Gravis                                                      |
| U+02CC (716)  | ˌ               | modifizierender Buchstabe | anderes neutrales Zeichen | MODIFIER LETTER LOW VERTICAL LINE           | Modifizierende vertikale Linie unten                                        |
| U+02CD (717)  | ˍ               | modifizierender Buchstabe | anderes neutrales Zeichen | MODIFIER LETTER LOW MACRON                  | Modifizierendes Makron unten                                                |
| U+02CE (718)  | ˎ               | modifizierender Buchstabe | anderes neutrales Zeichen | MODIFIER LETTER LOW GRAVE ACCENT            | Modifizierender Gravis unten                                                |
| U+02CF (719)  | ˏ               | modifizierender Buchstabe | anderes neutrales Zeichen | MODIFIER LETTER LOW ACUTE ACCENT            | Modifizierender Akut unten                                                  |
| U+02D0 (720)  | ː               | modifizierender Buchstabe | links nach rechts         | MODIFIER LETTER TRIANGULAR COLON            | Modifizierender dreieckiger Doppelpunkt (IPA-Längenzeichen)                 |
| U+02D1 (721)  | ˑ               | modifizierender Buchstabe | links nach rechts         | MODIFIER LETTER HALF TRIANGULAR COLON       | Modifizierender halbierter dreieckiger Doppelpunkt (IPA-Zeichen „halblang“) |
| U+02D2 (722)  | ˒               | modifizierendes Symbol    | anderes neutrales Zeichen | MODIFIER LETTER CENTRED RIGHT HALF RING     | Modifizierender zentrierter rechter Halbkreis                               |
| U+02D3 (723)  | ˓               | modifizierendes Symbol    | anderes neutrales Zeichen | MODIFIER LETTER CENTRED LEFT HALF RING      | Modifizierender zentrierter linker Halbkreis                                |
| U+02D4 (724)  | ˔               | modifizierendes Symbol    | anderes neutrales Zeichen | MODIFIER LETTER UP TACK                     |                                                                             |
| U+02D5 (725)  | ˕               | modifizierendes Symbol    | anderes neutrales Zeichen | MODIFIER LETTER DOWN TACK                   |                                                                             |
| U+02D6 (726)  | ˖               | modifizierendes Symbol    | anderes neutrales Zeichen | MODIFIER LETTER PLUS SIGN                   | Modifizierendes Pluszeichen                                                 |
| U+02D7 (727)  | ˗               | modifizierendes Symbol    | anderes neutrales Zeichen | MODIFIER LETTER MINUS SIGN                  | Modifizierendes Minuszeichen                                                |
| U+02D8 (728)  | ˘               | modifizierendes Symbol    | anderes neutrales Zeichen | BREVE                                       | Breve                                                                       |
| U+02D9 (729)  | ˙               | modifizierendes Symbol    | anderes neutrales Zeichen | DOT ABOVE                                   | Überpunkt                                                                   |
| U+02DA (730)  | ˚               | modifizierendes Symbol    | anderes neutrales Zeichen | RING ABOVE                                  | Modifizierender Ringakzent                                                  |
| U+02DB (731)  | ˛               | modifizierendes Symbol    | anderes neutrales Zeichen | OGONEK                                      | Ogonek                                                                      |
| U+02DC (732)  | ˜               | modifizierendes Symbol    | anderes neutrales Zeichen | SMALL TILDE                                 | Kleine Tilde                                                                |
| U+02DD (733)  | ˝               | modifizierendes Symbol    | anderes neutrales Zeichen | DOUBLE ACUTE ACCENT                         | Doppelakut                                                                  |
| U+02DE (734)  | ˞               | modifizierendes Symbol    | anderes neutrales Zeichen | MODIFIER LETTER RHOTIC HOOK                 | Modifizierendes Häkchen für Rhotizität                                      |
| U+02DF (735)  | ˟               | modifizierendes Symbol    | anderes neutrales Zeichen | MODIFIER LETTER CROSS ACCENT                |                                                                             |
| U+02E0 (736)  | ˠ               | modifizierender Buchstabe | links nach rechts         | MODIFIER LETTER SMALL GAMMA                 | Modifizierender Kleinbuchstabe Gamma                                        |
| U+02E1 (737)  | ˡ               | modifizierender Buchstabe | links nach rechts         | MODIFIER LETTER SMALL L                     | Modifizierender Kleinbuchstabe L                                            |
| U+02E2 (738)  | ˢ               | modifizierender Buchstabe | links nach rechts         | MODIFIER LETTER SMALL S                     | Modifizierender Kleinbuchstabe S                                            |
| U+02E3 (739)  | ˣ               | modifizierender Buchstabe | links nach rechts         | MODIFIER LETTER SMALL X                     | Modifizierender Kleinbuchstabe X                                            |
| U+02E4 (740)  | ˤ               | modifizierender Buchstabe | links nach rechts         | MODIFIER LETTER SMALL REVERSED GLOTTAL STOP | Modifizierender Kleinbuchstabe gespiegelter glottaler Plosiv                |
| U+02E5 (741)  | ˥               | modifizierendes Symbol    | anderes neutrales Zeichen | MODIFIER LETTER EXTRA-HIGH TONE BAR         | Modifizierender Tonbalken „besonders hoch“ (Ebene 5 nach Zhao Yuanren)      |
| U+02E6 (742)  | ˦               | modifizierendes Symbol    | anderes neutrales Zeichen | MODIFIER LETTER HIGH TONE BAR               | Modifizierender Tonbalken „hoch“ (Ebene 4)                                  |
| U+02E7 (743)  | ˧               | modifizierendes Symbol    | anderes neutrales Zeichen | MODIFIER LETTER MID TONE BAR                | Modifizierender Tonbalken „mittel“ (Ebene 3)                                |
| U+02E8 (744)  | ˨               | modifizierendes Symbol    | anderes neutrales Zeichen | MODIFIER LETTER LOW TONE BAR                | Modifizierender Tonbalken „tief“ (Ebene 2)                                  |
| U+02E9 (745)  | ˩               | modifizierendes Symbol    | anderes neutrales Zeichen | MODIFIER LETTER EXTRA-LOW TONE BAR          | Modifizierender Tonbalken „besonders tief“ (Ebene 1)                        |
| U+02EA (746)  | ˪               | modifizierendes Symbol    | anderes neutrales Zeichen | MODIFIER LETTER YIN DEPARTING TONE MARK     | Modifizierendes Tonzeichen Yin-Austrittston                                 |
| U+02EB (747)  | ˫               | modifizierendes Symbol    | anderes neutrales Zeichen | MODIFIER LETTER YANG DEPARTING TONE MARK    | Modifizierendes Tonzeichen Yang-Austrittston                                |
| U+02EC (748)  | ˬ               | modifizierender Buchstabe | anderes neutrales Zeichen | MODIFIER LETTER VOICING                     | Modifizierendes Zeichen Stimmhaftigkeit                                     |
| U+02ED (749)  | ˭               | modifizierendes Symbol    | anderes neutrales Zeichen | MODIFIER LETTER UNASPIRATED                 | Modifizierendes Zeichen Unbehaucht                                          |
| U+02EE (750)  | ˮ               | modifizierender Buchstabe | links nach rechts         | MODIFIER LETTER DOUBLE APOSTROPHE           | Modifizierender Doppelapostroph                                             |
| U+02EF (751)  | ˯               | modifizierendes Symbol    | anderes neutrales Zeichen | MODIFIER LETTER LOW DOWN ARROWHEAD          | Modifizierende tiefliegende Pfeilspitze nach unten                          |
| U+02F0 (752)  | ˰               | modifizierendes Symbol    | anderes neutrales Zeichen | MODIFIER LETTER LOW UP ARROWHEAD            | Modifizierende tiefliegende Pfeilspitze nach oben                           |
| U+02F1 (753)  | ˱               | modifizierendes Symbol    | anderes neutrales Zeichen | MODIFIER LETTER LOW LEFT ARROWHEAD          | Modifizierende tiefliegende Pfeilspitze nach links                          |
| U+02F2 (754)  | ˲               | modifizierendes Symbol    | anderes neutrales Zeichen | MODIFIER LETTER LOW RIGHT ARROWHEAD         | Modifizierende tiefliegende Pfeilspitze nach rechts                         |
| U+02F3 (755)  | ˳               | modifizierendes Symbol    | anderes neutrales Zeichen | MODIFIER LETTER LOW RING                    | Modifizierender Ringakzent unten                                            |
| U+02F4 (756)  | ˴               | modifizierendes Symbol    | anderes neutrales Zeichen | MODIFIER LETTER MIDDLE GRAVE ACCENT         | Modifizierender zentrierter Gravis                                          |
| U+02F5 (757)  | ˵               | modifizierendes Symbol    | anderes neutrales Zeichen | MODIFIER LETTER MIDDLE DOUBLE GRAVE ACCENT  | Modifizierender zentrierter Doppelgravis                                    |
| U+02F6 (758)  | ˶               | modifizierendes Symbol    | anderes neutrales Zeichen | MODIFIER LETTER MIDDLE DOUBLE ACUTE ACCENT  | Modifizierender zentrierter Doppelakut                                      |
| U+02F7 (759)  | ˷               | modifizierendes Symbol    | anderes neutrales Zeichen | MODIFIER LETTER LOW TILDE                   | Modifizierende Tilde unten                                                  |
| U+02F8 (760)  | ˸               | modifizierendes Symbol    | anderes neutrales Zeichen | MODIFIER LETTER RAISED COLON                | Modifizierender hochgestellter Doppelpunkt                                  |
| U+02F9 (761)  | ˹               | modifizierendes Symbol    | anderes neutrales Zeichen | MODIFIER LETTER BEGIN HIGH TONE             | Modifizierendes Zeichen „Anfang hoher Ton“                                  |
| U+02FA (762)  | ˺               | modifizierendes Symbol    | anderes neutrales Zeichen | MODIFIER LETTER END HIGH TONE               | Modifizierendes Zeichen „Ende hoher Ton“                                    |
| U+02FB (763)  | ˻               | modifizierendes Symbol    | anderes neutrales Zeichen | MODIFIER LETTER BEGIN LOW TONE              | Modifizierendes Zeichen „Anfang tiefer Ton“                                 |
| U+02FC (764)  | ˼               | modifizierendes Symbol    | anderes neutrales Zeichen | MODIFIER LETTER END LOW TONE                | Modifizierendes Zeichen „Ende tiefer Ton“                                   |
| U+02FD (765)  | ˽               | modifizierendes Symbol    | anderes neutrales Zeichen | MODIFIER LETTER SHELF                       |                                                                             |
| U+02FE (766)  | ˾               | modifizierendes Symbol    | anderes neutrales Zeichen | MODIFIER LETTER OPEN SHELF                  |                                                                             |
| U+02FF (767)  | ˿               | modifizierendes Symbol    | anderes neutrales Zeichen | MODIFIER LETTER LOW LEFT ARROW              | Modifizierender tiefliegender Pfeil nach links                              |